# Azul (deporte universitario)
Un Azul es un galardón que pueden obtener los deportistas, tanto hombres como mujeres, en algunas universidades y colegios en la competición de más alto nivel. La entrega de azules comenzó en las universidades de Oxford y Cambridge. Es una práctica de universidades británicas, australianas y neozelandesas.

## Historia
La primera competición deportiva entre las universidades de Oxford y Cambridge tuvo lugar el 4 de junio de 1827 con un partido de críquet que duró dos días, organizado por Charles Wordsworth, sobrino de William Wordsworth, y que terminó en empate. No hay, sin embargo, constancia de que ninguna universidad vistiera de algún "color" específico durante el partido.
En la primera regata Oxford-Cambridge en 1829, la tripulación de Oxford estaba dominada por estudiantes del Christ Church, cuyo color universitario era el azul oscuro. Por esto vestían camisas de listas azul oscuro, mientras Cambridge vestía ropa blanca con un fajín rosa o escarlata. En la segunda carrera, en 1836, había una cinta azul claro fija a la parte delantera de la embarcación de Cambridge, seguramente por ser el color de Eton. Estos colores: azul claro, Cambridge; azul oscuro, Oxford; se convirtieron en los colores oficiales de los dos clubes de remo, y gracias a la rivalidad de la regata se unieron inextricablemente a las universidades y las competiciones entre ambas.

## Universidad de Cambridge
Los deportistas de la Universidad de Cambridge pueden obtener un Azul Entero (o simplemente un Azul),Medio Azul, Colores de Primer Equipo o Colores de Segundo Equipo por competir al más alto nivel de deporte universitario, lo cual debe incluir una carrera o partido con el primer equipo contra la Universidad de Oxford. El máximo honor que puede otorgarse a un deportista es el Azul Entero, y es un premio prestigioso y muy codiciado. En líneas generales, el nivel del Azul se corresponde con un éxito a nivel nacional en competiciones de estudiantes, y el del Medio Azul con el de un éxito a nivel regional. 

### Historia
Una vez que se había elegido el azul claro como color del Club de Remo de Cambridge, los otros clubes universitarios le siguieron, aunque por cortesía pedían permiso al Club de Remo antes de otorgar dichos "Azules". En la década de 1860 los tres deportes de mayor antigüedad, remo, críquet y atletismo, entregaban Azules, y los presidentes de cada uno formaban un "Comité de Azules" informal para supervisar dichos premios. En 1880 una serie de clubes menores con su propia prueba de rivalidad máxima habían solicitado con éxito el derecho a entregar "Medios Azules".

### Procedimiento para premiar
Los criterios para entregar los premios son distintos para los hombres que para las mujeres. La concesión se hace a discreción de los Comités de Azules de hombres y de mujeres. El Comité de Azules de hombres está constituido por un representante de cada uno de los deportes de "Azul Entero", y el de mujeres de un representante de cada deporte de "Azul Entero" y de "Medio Azul". Ambos comités se reúnen con frecuencia para tratar los asuntos relacionados con el deporte en Cambridge.
En algunos deportes con el estatus de "Azul entero", el segundo equipo en la prueba de rivalidad máxima recibe "Colores de Segundo Equipo"
A pesar de las afirmaciones al respecto del Club de Tiddylwinks de la Universidad de Cambridge, no existe ningún tipo de "cuarto de azul", aunque como gesto contra lo que a menudo se percibe como elitismo de la cultura del "Azulismo" se fabrican bufandas y otras prendas de "cuarto de azul".
La entrega de un Azul Entero con frecuencia exige que el candidato cumpla una serie de requisitos en el mismo año académico, especialmente en deportes con el estatus de Azul Entero Discrecional. Si, por el motivo que fuera, un deportista excepcional estuviese por encima del nivel de Azul Entero pero no cumple con los requisitos para obtener el premio automáticamente en un año en particular, el comité entonces tiene la autorida para conceder un Azul Entero Extraordinario a esa persona sujeta al escrutinio de su caso particular. El deportista deberá presentar el caso ante el Comité de Azules en persona y debe respaldarlo con pruebas y referencias substanciales. Es poco probable que se otorgue el premio a no ser que se trate de un deportista de clase mundial o por lo menos de nivel internacional. 
Cada deporte tiene criterios específicos para cada galardón; toda la información de los criterios para los deportes femeninos se encuentra en este enlace, y se resumen abajo. 

#### Categorización de deporte masculino
| Azul Entero - Equipo Completo |
| --- |
| Boxeo, Críquet, Hockey hierba, Fútbol, Golf, Tenis hierba, Remo, Rugby, Squash |
| Azul Entero (Algunos miembros) / Medio Azul (resto) |
| Atletismo, Baloncesto, Campo a través, Rugby league, Natación |
| Azul Entero Discrecional |
| Bádminton, Piragüismo, Ciclismo en ruta, Baile deportivo, Esgrima, Judo, Karate, Lacrosse, Pentatlón moderno, Orientación, Tiro deportivo, Vela, Esquí, Waterpolo, Tenis real |
| Medio Azul |
| Tiro con arco, Fútbol australiano, Eton y Rugby Fives, Gimnasia Artística, Ajedrez, Hockey hielo, Korfbal, Remo (peso ligero), Ciclismo de montaña, Tiro deportivo (pistola), Polo, Halterofilia, Rackets, Croquet, Equitación, Tiro deportivo (Rifle), Tenis de mesa, Voleibol, Windsurfing, Ultimate Frisbee and yachting |
| Sin decidir / Bajo revisión |
| Fútbol gaélico |

#### Categorización de deporte femenino
| Azul Entero - Equipo completo |
| --- |
| Esgrima, Fútbol, Hockey, Lacrosse, Tenis hierba, Netball, Remo, Rugby , Squash |
| Azul Entero (Algunos miembros) / Medio Azul (resto) |
| Atletismo, Críquet, Baile deportivo, Pentatlón moderno, Natación, Voleibol, Baloncesto |
| Azul Entero Discrecional |
| Bádminton, Campo a través, Ciclismo, Gimnasia, Judo, Karate, Deporte de orientación, Tiro deportivo (Rifle), Vela, Esquí, Voleibol, Boxeo, Tenis real |
| Medio Azul |
| Tiro con arco, Piragüismo, Kayak-polo, Críquet, Gliding, Golf, Hockey hielo, Korfbal, Lifesaving, Remo (peso ligero), Deporte de orientación, Croquet, Tiro deportivo (pistola), Riding, Tiro deportivo (carabina), Taekwondo, Trampolining, Triatlón, Windsurfing, Waterpolo, Ultimate frisbee, Yachting |
| Sin decidir / bajo revisión |
| Tenis de mesa, Windsurfing, Eton Fives |

### Indumentaria

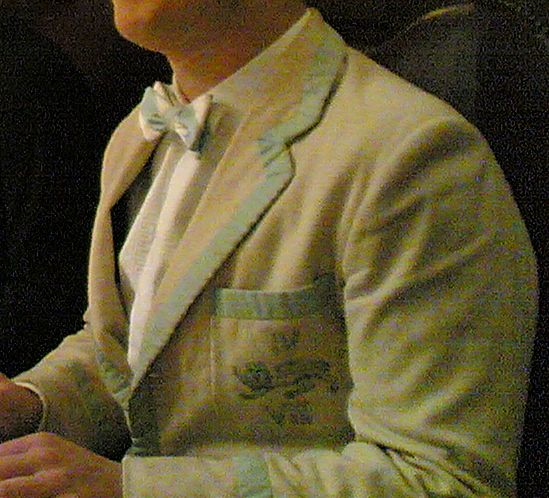
Americana y pajarita de Medio Azul de la Universidad de Cambridge.

El ganador de un Azul o de Medio Azul tiene derecho a vestir una americana con sus azules, que es una de las prendas más distintivas y más reconocibles identificadas con la Universidad de Cambridge. Las americanas de Azul Entero son completamente de color azul de Cambridge. Las americanas de Medio Azul tienen diversos diseños, dependiendo del deporte de quien las lleve; un diseño característico es una chaqueta color hueso con solapas y ribetes azul de Cambridge. Existe toda una serie de artículos de Azul y de Medio Azul, como son bufandas, corbatas, pajaritas, jerséis, gorras y pañuelos. Todos ellos se portan con orgullo.
En mayo de 2011, el color reconocido oficialmente por la Universidad de Cambridge como Azul de Cambridge tiene un ligero tinte verde.

## Club de Halcones/ Halietos
Los hombres que poseen un Azul, Medio Azul o Colores de Segundo Equipo en un deporte de Azul Entero cumplen los requisitos para entrar en el Club de los Halcones. Las mujeres con uno de esos tres galardones pueden entrar en el Club de las Halietos, que se fundó en 1985.

## Universidad de Oxford

### Administración
En la Universidad de Oxford los comités para conceder los Azules y Medios Azules funcionan con principios similares a los de los comités de Cambridge. La principal diferencia entre los dos comités masculinos es que en Oxford todos los capitanes, independientemente de su estatus como Azul Entero, Azul discrecional o Medio Azul deben asistir a las reuniones. Hasta hace poco tiempo las votaciones estaban organizadas teniendo en cuenta la categoría de Azul, de manera que a los capitanes de Azul Entero se les permitía votar en todos los asuntos, mientras que a los demás capitanes solo se les permitía votar en asuntos directamente relacionados con deportes de Medio Azul. Durante el primer trimestre de 2006, el comité finalmente permitió a los capitanes de Azul Entero Discrecional votar en asuntos directamente relacionados con deportes de Azul Entero Discrecional. Esta medida ha puesto fin a muchos años de desigualdad con los capitanes dichos capitanes y fue muy bienvenida por el comité. 
Los comités están administrados por un Presidente electo y un Secretario, que cumplen la función durante un año. De manera diferente a Cambridge, dónde el presidente del Club de Remo es quien obtiene el cargo, en Oxford cualquier capitán puede ser elegido presidente, sin importar el deporte ni la categoría.
El papel del Presidente consiste en presidir cualquier reunión del comité, de las que normalmente hay tres al año (seis en el caso del comité femenino). También actúa como representante del mismo y toma asiento en el Comité de Estrategia Deportiva de la Universidad y en el Comité Ejecutivo de la Federación Deportiva. Ambos presidentes junto con el director de Deportes están presentes en cualquier reunión del Comité Conjunto de Azules con Cambridge. El propósito de este último es tratar los temas de los requisitos para participar en el partido de máxima rivalidad y resolver cualquier disputa entre las comunidades deportivas de ambas universidades. 

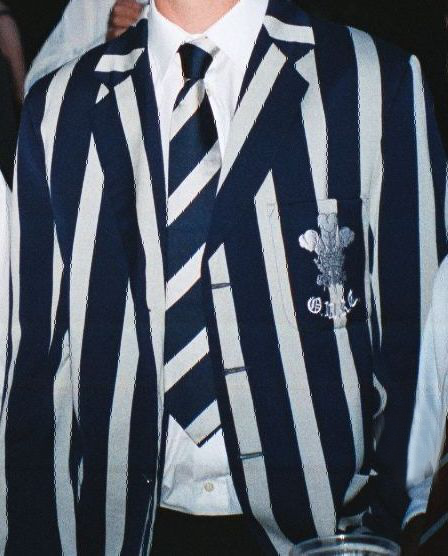
Americana y corbata del Club de Rifle de la Universidad de Oxford

Los actuales ejecutivos de los dos comités son :
Comité de Azules Masculino de la Universidad de Oxford
- Presidente: Ian Osband (Natación, New)
- Secretario: John Waldron (Pentatlón Moderno, Exeter)

Comité de Azules Femenino de la Universidad de Oxford
- Presidenta: Rhian Price (Netball, SEH)
- Secretaria: Ann Hyams (Natación, St John's)

Ambos comités tiene a uno de sus miembros de mayor antigüedad en común. En la actualidad el puesto lo ocupa el director de Deporte Jon Roycroft.

### Indumentaria
El color de la americana de Azul Entero de Oxford es azul oscuro. La de Medio Azul tiene dos variantes de diseño. Ya bien está compuesta de listas verticales gruesas de color azul y color hueso, como en la imagen de la derecha; ya bien pueden ser de color azul oscuro, como la de azul entero, con dos rayas blancas por encima del escudo sobre el lado izquierdo del pecho. 

### Clubes
El club de Azules de Oxford es el Club de Vincent, aunque no limita el acceso solo a los Azules. Las Atalantas es el club de deportistas femeninas de Oxford, y tampoco limita su acceso solo a los Azules

## Galardones similares

### Universidad de Bristol
La Universidad de Bristol concede los "Rojos de Bristol" a los estudiantes que han realizado una actuación excepcional en sus respectivos deportes con éxito y dedicación a un nivel por encima de lo que normalmente se reconoce como juego de primer equipo universitario. Aunque no es absolutamente necesario, esto se puede conseguir demostrar mediante actuaciones y premios por encima del nivel de estudiante.

### Universidad de Cardiff
La Universidad de Cardiff entrega "Colores" a los estudiantes que compiten a nivel del condado (Medios Colores) o a nivel nacional (Colores Enteros). Los estudiantes deben demostrar que forman parte o han sido seleccionados por un equipo nacional para que se les otorguen los Colores Enteros, e igual proceso para los Medios Colores. Estos últimos también se pueden recibir por una contribución excepcional al club deportivo.

### Universidad de Durham
La Universidad de Durham otorga Palatinados a deportistas suyos que demuestren poseer dos o más de las siguientes cualidades: "Un alto nivel de habilidad" (representación internacional), "Servicio a un club" y "Actitud y Entrega".
El premio se llama un "Palatinado" en lugar de un Azul porque el color Palatinado (un tono de morado) es el color histórico de la universidad. 

### Universidad de Dublín
La Universidad de Dublín concede Rosas a los estudiantes del Trinity College que compiten a nivel internacional, al igual que con el club de su colegio universitario. Un comité de capitanes, que consiste en los capitanes de cada club afiliado al Club Atlético Central de la universidad, se reúne bianualmente para elegir a los nuevos "Rosas". No se otorgan medios colores.
Las bufandas de los "Rosas" son lisas de una rosa claro, y la corbata es azul marino con un estampado de arpas coronadas rosas, el diseño de la americana se ha perdido en la actualidad. 
La elección para el nivel Rosa es extremadamente difícil, ya que no basta con haber participado en un primer equipo; uno debe haber competido a nivel internacional.
Los clubes deportivos para deportistas de élite, masculinos y femeninos, también existen en la Universidad de Dublín: Los Caballeros del Campanario de la Universidad de Dublín, para los hombres; y las Heraeans de la Universidad de Dublín, para las mujeres. No obstante, la pertenencia a estos clubes sociales no se limita a los poseedores de "Rosas" y la admisión es secreta y con criterios desconocidos.

### Universidad de Londres
La Universidad de Londres entrega Morados y Medios Morados por la competición al más alto nivel en deporte universitario, de un modo similar a como hacen Oxford y Cambridge con sus Azules. Se toman por los equivalentes de los Azules de otras universidades.

### Universidad de Mánchester
La Universidad de Mánchester concede Granates y Medios Granates  por competir al máximo nivel en deporte universitario, de modo parecido a los azules de Oxford y Cambridge.

### Universidad Robert Gordon
La Universidad Robert Gordon otorga Azules y Medios Azules de manera similar a las universidades anteriores. Los premios se entregan durante un baile anual celebrado en RGU:SPORT (las instalaciones deportivas de la universidad). Obtener un Azul da derecho a llevar una medalla con la toga de graduación. Además existen otra serie de galardones, los Escarlatas y Medios Escarlatas que se entregan a los estudiantes por méritos no deportivos (por ejemplo sociedades) y cuya obtención requiere logros de un nivel equivalente.

### Universidad de Warwick
La Universidad de Warwick concede Colores y Medios Colores por competir al más alto nivel en deporte universitario, de un modo parecido al de los Azules de Oxford y Cambridge. Se los considera equivalentes a los Azules de otras universidades.

## "Azules" en Australia
En algunas universidades un Azul es un galardón que entrega la asociación o sindicato deportivo de la universidad a un deportista por algún logro extraordinario a nivel nacional o internacional. Normalmente el deportista tendrá que haber obtenido una medalla a nivel nacional o internacional, o haber logrado una medalla de oro a un nivel regional.

### Universidad Nacional de Australia
La Universidad Nacional de Australia en Canberra, Australia entrega Azules y Medios Azules de dicho modo.

### Universidad de Adelaide
La Universidad de Adelaide en Adelaida, Australia Meridional entrega Azules, Medios Azules y Cartas del Club de manera similar por logros extraordinarios en el deporte.

### Universidad de Sídney
La Universidad de Sídney en Sídney, Nueva Gales del Sur entrega Azules por logros extraordinarios en el deporte. Se proponen los candiadatos en octubre al término de la temporada deportiva de la universidad y a los premiados se les entregan en una Cena Anual de Azules. Los ganadores de Azules tienen derecho a vestir la chaqueta de los Azules, con las tradicionales listas azules y doradas y el escudo de la Universidad de Sídney.

### La Universidad de Australia del Oeste
La Universidad de Australia Occidental en Australia Occidental entrega Azules y Medios Azules a estudiantes así como a miembros del club por méritos deportivos extraordinarios.